# Reise in den Aussersten Norden und Osten Siberiens
Reise in den Aussersten Norden und Osten Siberiens (abreviado Reise Sibir.) es un libro con ilustraciones y descripciones botánicas que fue escrito por el zoólogo y explorador ruso de origen alemán Alexander Theodor von Middendorff y publicado en San Petersburgo en 4 volúmenes en los años 1847-1867, con el nombre de Reise in den Aussersten Norden und Osten Siberiens Wahrend der Jahre 1843 und 1844.
De 1843 a 1845, explora la Península de Taimyr en Siberia por cuenta de la "Academia de Ciencias de San Petersburgo. Publica sus observaciones en cuatro vols. con el título Reise in den äussersten Norden und Osten Sibiriens (1848-1875), donde describe los efectos del permafrost sobre la fauna y la flora. 